# Aligudarz (Verwaltungsbezirk)
Aligudarz (persisch شهرستان الیگودرز) ist ein Schahrestan in der Provinz Luristan im Iran. Er enthält die Stadt Aligudarz, welche die Hauptstadt des Verwaltungsbezirks ist.

## Kreise
- Zentral (بخش مرکزی)
- Roz-o-Mahru (بخش زز و ماهرو)
- Bescharat (بخش بشارت)

## Demografie
Bei der Volkszählung 2016 betrug die Einwohnerzahl des Schahrestan 137.534. Die Alphabetisierung lag bei 81 Prozent der Bevölkerung. Knapp 66 Prozent der Bevölkerung lebten in urbanen Regionen.
| Zensusjahr | Einwohnerzahl |
| ---------- | ------------- |
| 2011       | 140.275       |
| 2016       | 137.534       |